# Carpócrates
Carpócrates de Alejandría. fue el fundador de una secta temprana, de la primera mitad del siglo II. Sus seguidores se denominan carpocracianos y su doctrina, carpocratismo.
Como ocurre con otros fundadores de sectas gnósticas, se sabe de Carpócrates principalmente por Ireneo de Lyon y por Clemente de Alejandría, pues estos escritores se opusieron fuertemente a la doctrina gnóstica por lo que hay una considerable negativa a usar estas fuentes. 
Su doctrina es una mezcla de cristianismo y platonismo. Pese a que suele estudiarse en relación con las sectas gnósticas, se considera que la falta de elementos esenciales como el elemento divino lapso y el Salvador no permiten calificarla como propiamente gnóstica. Una de las ideas que Carpócrates sostenía era que el mundo era una creación de ángeles caídos privados de su pureza originaria.